# پیوبزی تورینزه
پیوبزی تورینزه (به ایتالیایی: Piobesi Torinese) یک کومونه در ایتالیا است که در استان تورین واقع شده‌است. پیوبزی تورینزه ۱۹٫۷ کیلومتر مربع مساحت و ۳٬۷۲۳ نفر جمعیت دارد و ۲۳۳ متر بالاتر از سطح دریا واقع شده‌است.